# Лек (Северная Фризия)
Лек (нем. Leck) — община в Германии, в земле Шлезвиг-Гольштейн.
Входит в состав района Северная Фрисландия. Подчиняется управлению Зюдтондерн. Население составляет 7666 человек (на 31 декабря 2010 года). Занимает площадь 29,79 км².
Официальным языком в населённом пункте, помимо немецкого, является севернофризский.